# Amiot AAC.1 Toucan
Les Amiot AAC.1 Toucan sont des avions de transport militaires français construits après la Seconde Guerre mondiale, et la copie des Junkers Ju52/3m allemands. Plus de 400 avions seront produits.

## Historique
Durant la guerre, les usines Amiot de Colombes, en banlieue parisienne, produisent plusieurs centaines d'exemplaires du Junkers Ju52/3m pour le compte de la Luftwaffe. Au sortir de la guerre, alors qu'il s'agit de rééquiper l'Armée de l'air française, par souci d'économie, l’État choisit de profiter des stocks disponibles et de la compétence acquise et relance la production à son compte. C'est ainsi qu'un peu plus de 400 AAC.1 Toucan (AAC pour Ateliers Aéronautiques de Colombes) sont produits entre fin 1944 et 1947/1948, et numérotés à partir de 001.
Par rapport à l’avion d’origine, l’AAC-1 Toucan présente quelques différences comme l’absence d’armement défensif, la tourelle dorsale ayant été déposée, ainsi que le renforcement du train d’atterrissage et de la structure de l’avion lui permettant d’opérer également outre-mer.
Les appareils mis en œuvre par l'Armée de l'air et l'Aéronautique navale sont très rapidement rejoints par une petite quarantaine de Junkers pris à l'Allemagne, voire provenant de prises des armées alliées. S'ils reçoivent eux aussi la dénomination de Toucan, leur numéro de série est lui incrémenté à partir de 1001 ; celui-ci est attribué de façon arbitraire, sans tenir compte du numéro de série d'origine constructeur.

## Utilisateurs

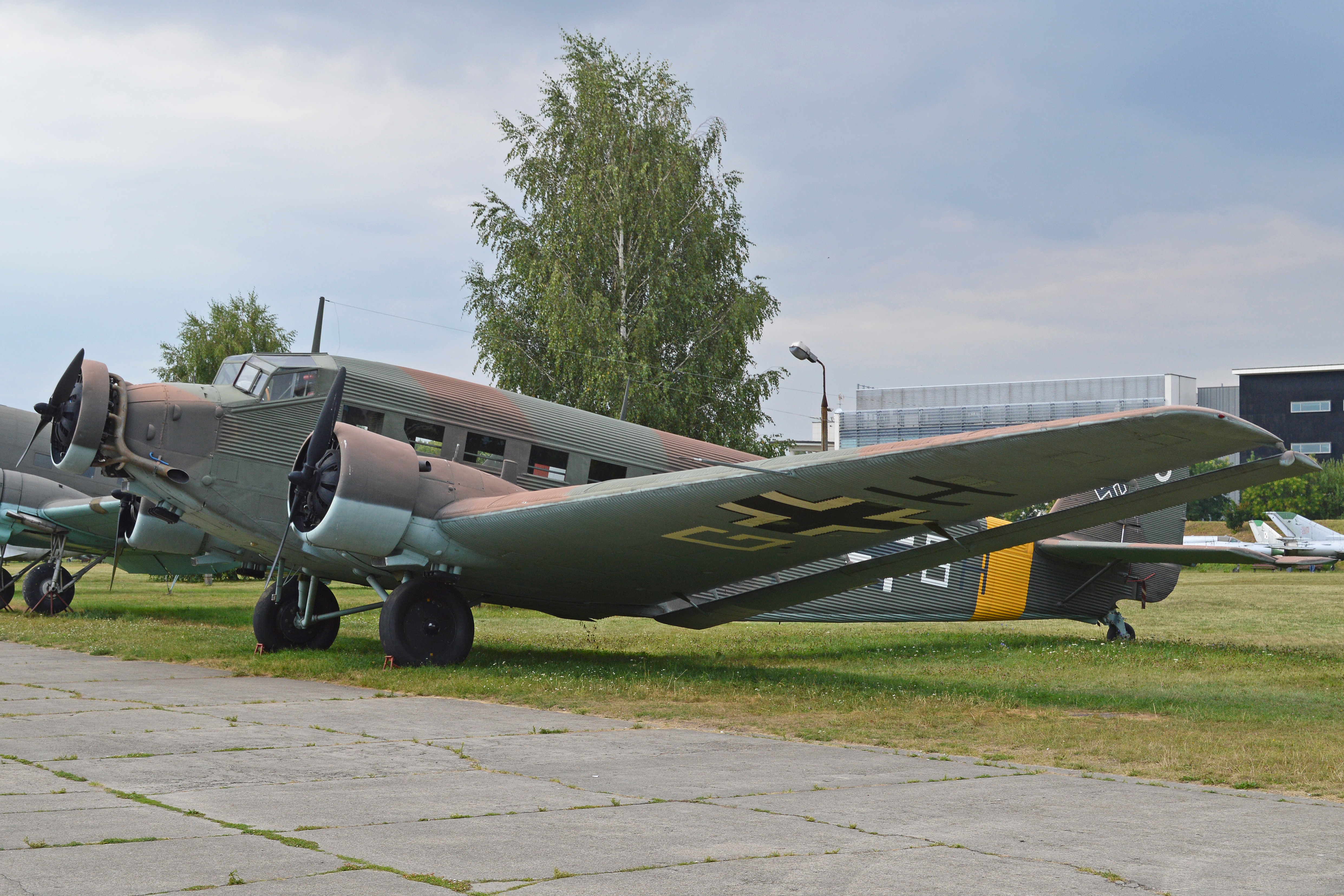
Un Toucan ayant servi au Portugal de 1960 a 1971 exposé au Musée de l'aviation polonaise sous cocardes allemandes en 2013.

### Armée de l'air
Au moins 216 Toucan ont volé dans différentes unités de l'Armée de l'air. 
Les Toucan ont d'abord servi dans les unités de transport en métropole. Le Groupe de transport III/15 Maine est équipé pour moitié de Toucan et de Douglas C-47. Stationnée  au Bourget, cette unité a participé, avec les C-47 du GT II/15 Anjou et GT I/15 Touraine au rapatriement des prisonniers et des déportés français en Allemagne.
Le GT IV/15 Poitou passe sur Toucan en 1946. En 1947, une vingtaine sont déployés durant l'Insurrection malgache de 1947 faisant parfois office de bombardiers de fortune avec une charge utile d'une tonne de munitions.
Un nombre important de Toucan a servi pendant les premières années de la guerre d'Indochine, notamment au sein des GM III/64 Tonkin, GT I/64 Béarn et GT II/52 Franche-Comté. 
Les GSRA 76 et 78 (Groupes sahariens de reconnaissance et d'appui) ont également volé sur Toucan pendant la guerre d'Algérie. On trouvait également des Toucan en Afrique équatoriale française où ils volaient au sein de l'ESRA 77 de Bangui.
Autres unités ayant volé sur Toucan :
- ELA 56 Vaucluse ;
- EOM 82.

### Marine nationale
Environ 51 exemplaires du Toucan ont volé sous les couleurs de l'Aéronautique navale française, le dernier appareil y terminant sa carrière en 1962.
Les AAC.1 ont notamment servi dans les escadrilles et flottilles suivantes :
- 5.S ;
- 31.S à Orly ;
- 56.S.

### Administrations françaises
Des Toucan ont servi dans les administrations suivantes :
- SGACC (Secrétariat général à l’aviation civile et commerciale) ;
- Préfecture de police de Paris ;
- IGN (Institut géographique national) ;
- CATRE (Centre de réception et d'essais) ;
- ONERA (Office national d’études et de recherches aéronautiques).

### Compagnies aériennes
Le Toucan a été utilisé par Air France, mais également par de nombreuses autres petites compagnies aériennes françaises en métropole mais aussi dans les colonies. 

### Utilisateurs étrangers
Certains des anciens AAC 1 de l'Armée de l'air ont été cédés au Portugal qui les fit voler durant ses guerres coloniales en Afrique (Mozambique, Angola). D'autres, transférés à Air France, sont repris par la force aérienne yougoslave.

## Analogie
Les fourgonnettes et minibus  Citroën de type H (parfois improprement dénommées « Tube Citroën ») utilisées dans l'Armée de l'air et l'Aéronavale française (service de piste, transport de personnel) étaient dénommées Junkers dans l'argot militaire car elles partageaient avec le JU52 Toucan la construction en panneaux de tôle ondulée, légère et rigide.